# Marigona Dragusha
Marigona Dragusha, detta Gona (Pristina, 23 settembre 1990), è una modella kosovara, incoronata Miss Kosovo nel 2009 il 4 aprile 2009..
In seguito è stata scelta come rappresentante ufficiale del Kosovo a Miss Universo 2009, dove si è classificata al secondo posto, dietro soltanto alla vincitrice, la venezuelana Stefanía Fernández,  terza classificata Ada de la Cruz, della Repubblica Dominicana Al 2010, il posizionamento della Dragusha rappresenta il miglior risultato mai ottenuto dal Kosovo a Miss Universo.
Dragusha parla fluentemente la propria lingua madre l'albanese e lo spagnolo.